# 1464 en musique classique
| \| • Retour à la chronologie générale de la musique classique • \| |
| Grèce • Rome • Haut Moyen Âge • VIIIe siècle • IXe siècle • Xe siècle • XIe siècle XIIe siècle • XIIIe siècle • XIVe siècle • XVe siècle • XVIe siècle • XVIIe siècle XVIIIe siècle • XIXe siècle • XXe siècle • XXIe siècle |
| • Retour à la chronologie générale de la musique classique • |

| Années en musique classique : 1461 - 1462 - 1463 - 1464 - 1465 - 1466 - 1467    |
| Décennies en musique classique : 1430 - 1440 - 1450 - 1460 - 1470 - 1480 - 1490 |

## Événements
- Délivrance du premier diplôme de musicologie au monde (Bachelor of Music degree) par l'université de Cambridge à Henry Abyngdon, chanteur, organiste et responsable de la maîtrise de la Chapelle royale d'Edward IV.

## Naissances
- 23 avril : Robert Fayrfax, compositeur anglais († 24 octobre 1521).